# Sibiu Cycling Tour 2014
2014 fand die vierte Auflage der Sibiu Cycling Tour statt. Sie wurde vom 17. bis 20. Juli über eine Distanz von 530 km ausgetragen.

## Teilnehmende Mannschaften
| UCI Professional Continental Teams Androni Giocattoli-Venezuela                                                 | CCC Polsat Polkowice                                                                                              | |
| UCI Continental Teams Amplatz-BMC Shimano Racing Team Adria Mobil Differdange-Losch Frøy-Bianchi MG Kvis-Wilier | ISD Continental Team Tusnad Cycling Team Vérandas Willems Christina Watches-Kuma Team Ringeriks-Kraft Utensilnord | LKT Team Brandenburg Kolss Cycling Team Parkhotel Valkenburg Continental Synergy Baku Cycling Project SP Tableware |
| Nationalmannschaften Rumänien A                                                                                 | Rumänien B | Argentinien |

## Etappen
| Etappe | Tag      | Strecke                               | km    | Typ | Sieger               |
| ------ | -------- | ------------------------------------- | ----- | --- | -------------------- |
| Prolog | 17. Juli | Hermannstadt – Hermannstadt           | 2,2   |     | Olivier Pardini      |
| 1      | 18. Juli | Hermannstadt – Bâlea-See              | 162,5 |     | Radoslav Rogina      |
| 2      | 19. Juli | Hermannstadt – Sebeș – Păltiniș       | 215,0 |     | Branislau Samoilau   |
| 3a     | 20. Juli | Hermannstadt – Poplaca – Hermannstadt | 16,0  |     | CCC Polsat Polkowice |
| 3b     | 20. Juli | Hermannstadt – Mediaș – Hermannstadt  | 151,0 |     | Marco Zanotti        |

## Wertungen
|                | Fahrer          | Team                             | Zeit       |
| -------------- | --------------- | -------------------------------- | ---------- |
| 1              | Radoslav Rogina | Adria Mobil                      | 12:58:26 h |
| 2              | Davide Rebellin | CCC Polsat Polkowice             | + 1:01 min |
| 3              | Primož Roglič   | Adria Mobil                      | + 1:07 min |
| Oranges Trikot | Domen Novak     | Adria Mobil                      | -          |
| Blaues Trikot  | Bram Nolten     | Parkhotel Valkenburg Continental | -          |
| Rotes Trikot   | Oleg Berdos     | Tusnad Cycling Team              | -          |

### Wertungstrikots
| Etappe          | Etappensieger        | Gesamtwertung · | Punktewertung · | Bergwertung ·   | Nachwuchswertung · | Teamwertung ·    |
| --------------- | -------------------- | --------------- | --------------- | --------------- | ------------------ | ---------------- |
| Prolog          | Olivier Pardini      | Olivier Pardini | Olivier Pardini | nicht vergeben  | Emiel Wastyn       | Vérandas Willems |
| 1               | Radoslav Rogina      | Radoslav Rogina | Michael Olsson  | Radoslav Rogina | Domen Novak        | Adria Mobil      |
| 2               | Branislau Samojlau   | Radoslav Rogina | Primož Roglič   | Primož Roglič   | Domen Novak        | Adria Mobil      |
| 3a              | CCC Polsat Polkowice | Radoslav Rogina | Primož Roglič   | Primož Roglič   | Domen Novak        | Adria Mobil      |
| 3b              | Marco Zanotti        | Radoslav Rogina | Radoslav Rogina | Primož Roglič   | Domen Novak        | Adria Mobil      |
| 0Wertungssieger | 0Wertungssieger      | Radoslav Rogina | Radoslav Rogina | Primož Roglič   | Domen Novak        | Adria Mobil      |